# Juan

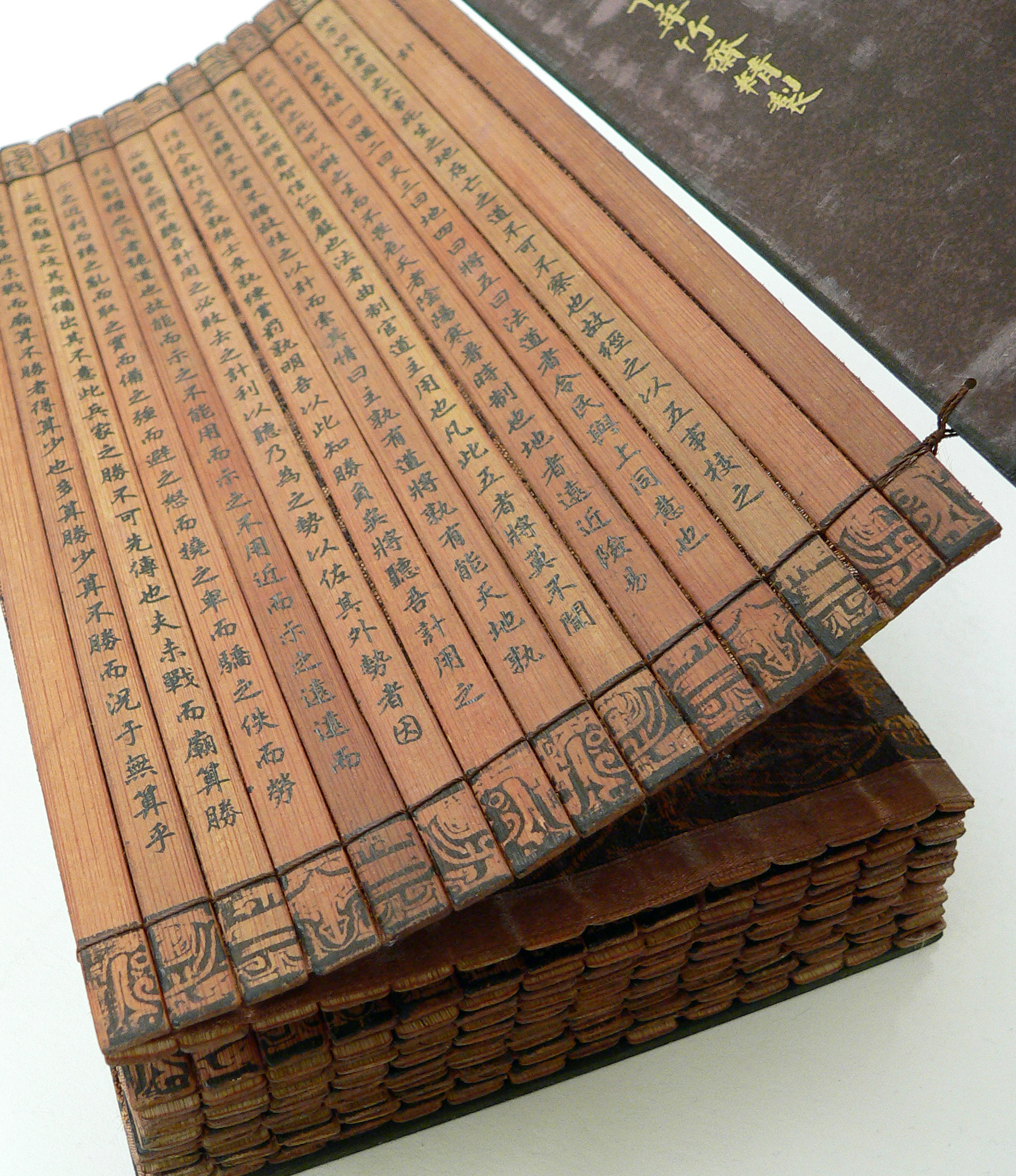
'juan' in de betekenis van beschreven (bamboe)latjes die zijn samengebonden en kunnen worden opgerold.

Juan is een vaktechnische Chinese term om onderverdelingen in een manuscript aan te geven.
Het begrip stamt uit de tijd dat nog werd geschreven op bamboe-latjes en zijde. De oorspronkelijke betekenis was dan ook:
- Een (hanteerbaar) aantal beschreven (bamboe)latjes die samengebonden en opgerold waren.
- Een beschreven en daarna opgerolde lap zijde.

Toen bamboe en zijde aan het begin van onze jaartelling als schrijfmateriaal werden vervangen door papier kreeg het begrip de betekenis van boekrol. Ook na de komst van de boekdrukkunst tijdens de Song-dynastie bleef de term in gebruik, maar diende vanaf dat moment uitsluitend om de omvang van een document aan te geven. Dit gebeurde in de Chinese traditie niet met het aantal pagina's, maar met het aantal juan. Gemiddeld omvat een juan vier tot zeven pagina's. Bij juan hoeft het niet om een afgerond gedeelte te gaan, daar wordt de term pian voor gebruikt.
Vaak wordt het begrip vertaald met boek, maar deze vertaling kan verwarring wekken door het specifieke beeld dat het woord boek oproept, namelijk een informatiedrager met twee kaften en daartussen een bepaald aantal pagina's. Voor deze fysieke aanduiding van boek wordt het karakter 冊/册 (cè, W-G: ts'e) gebruikt. Juan kan daarom beter worden vertaald met hoofdstuk. Andere mogelijkheden zijn:
- deel.
- rol (卷, maar dan uitgesproken als 'juǎn', betekent 'oprollen').
- folio.